# Rhypholophus phryganopterus
Rhypholophus phryganopterus är en tvåvingeart som beskrevs av Friedrich Anton Kolenati 1860. Rhypholophus phryganopterus ingår i släktet Rhypholophus och familjen småharkrankar. Inga underarter finns listade i Catalogue of Life.